# Myrsine
Myrsine är ett släkte av viveväxter. Myrsine ingår i familjen viveväxter.

## Bildgalleri

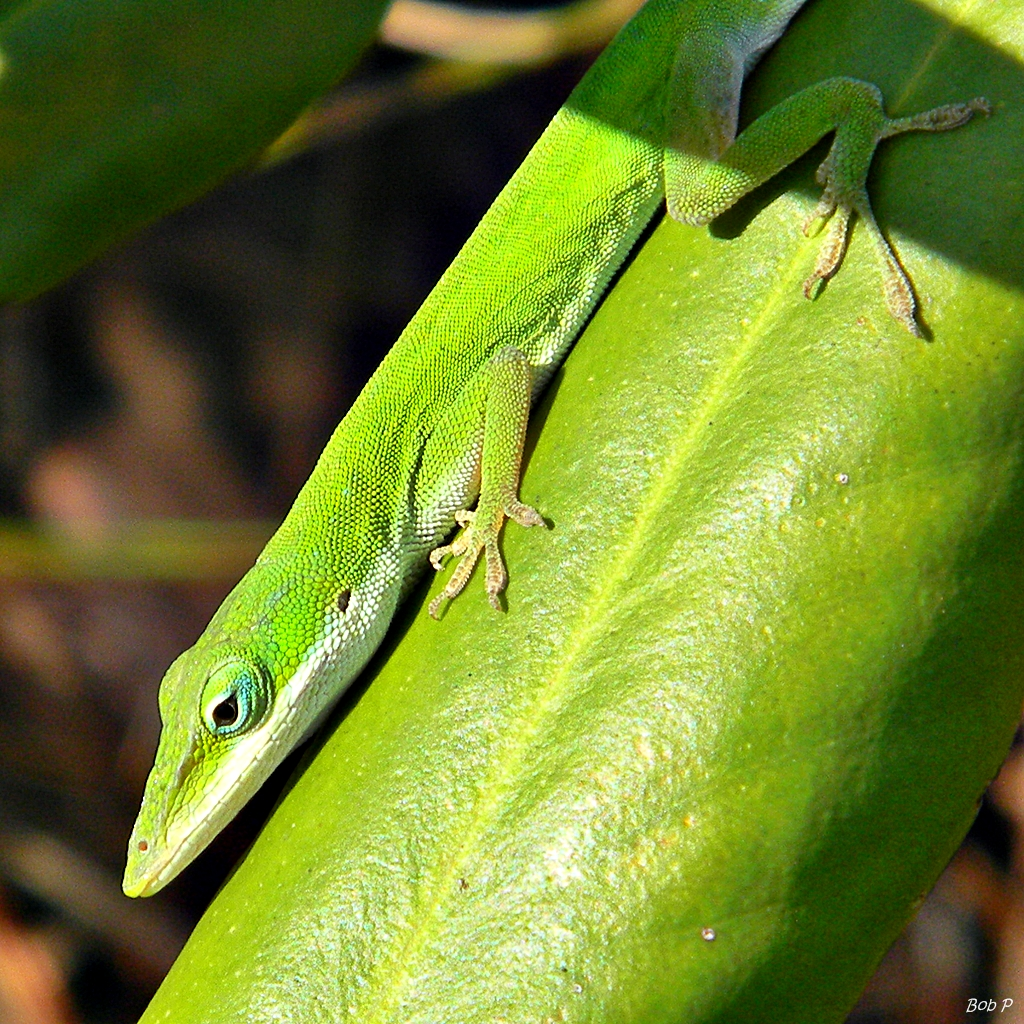
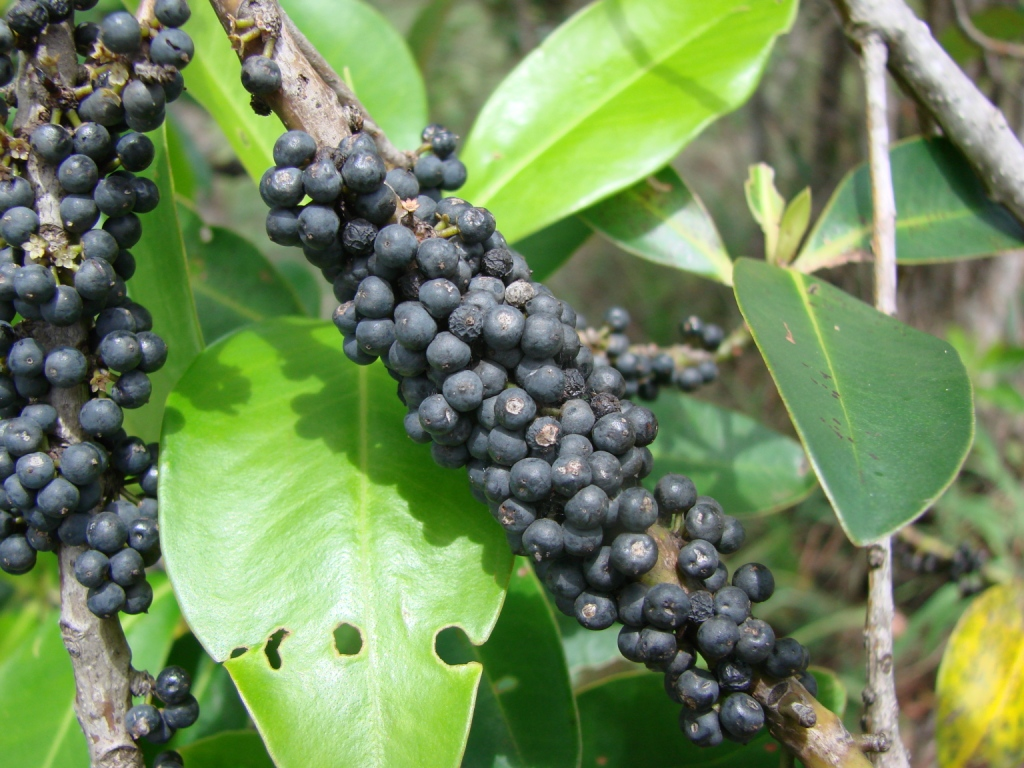
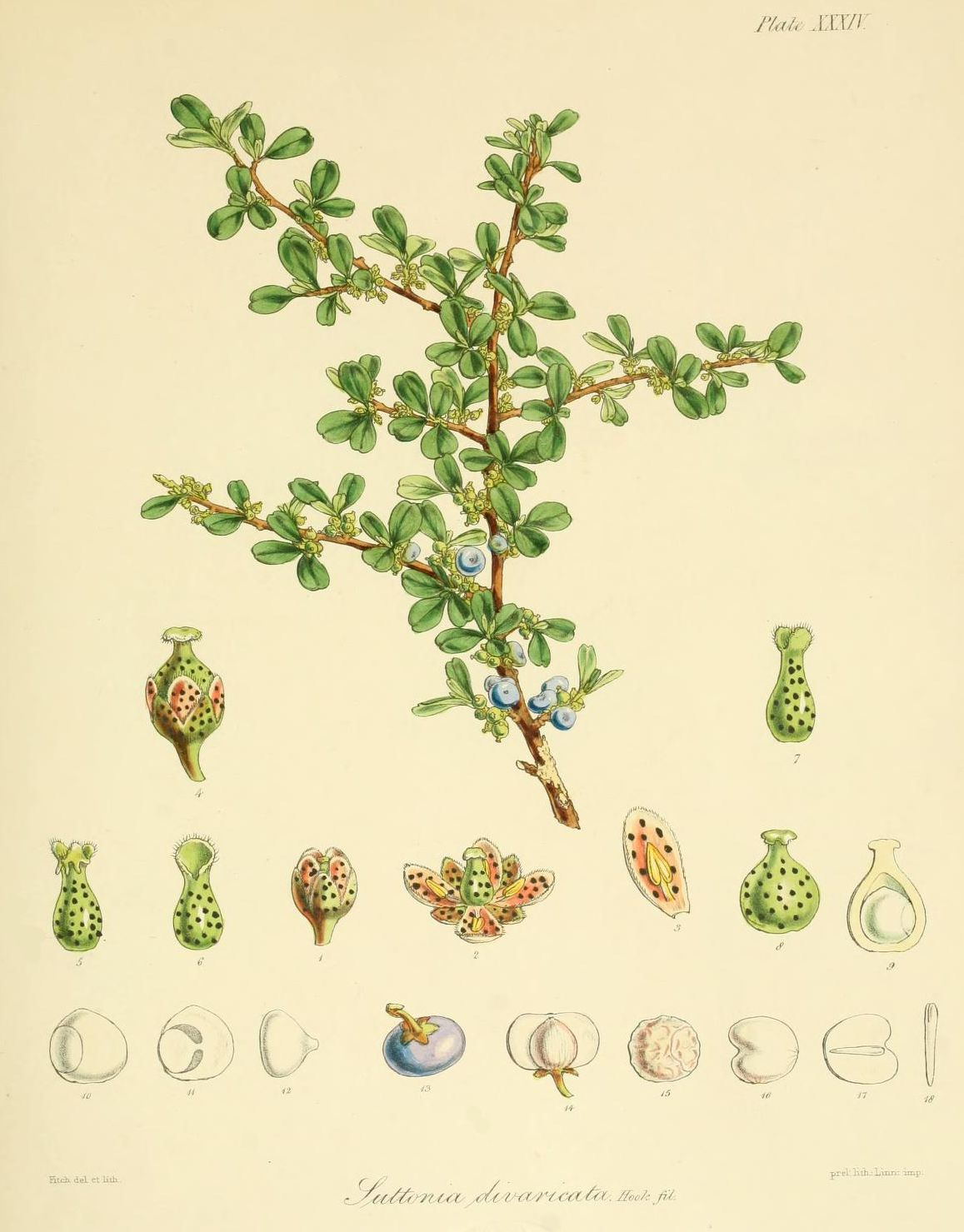
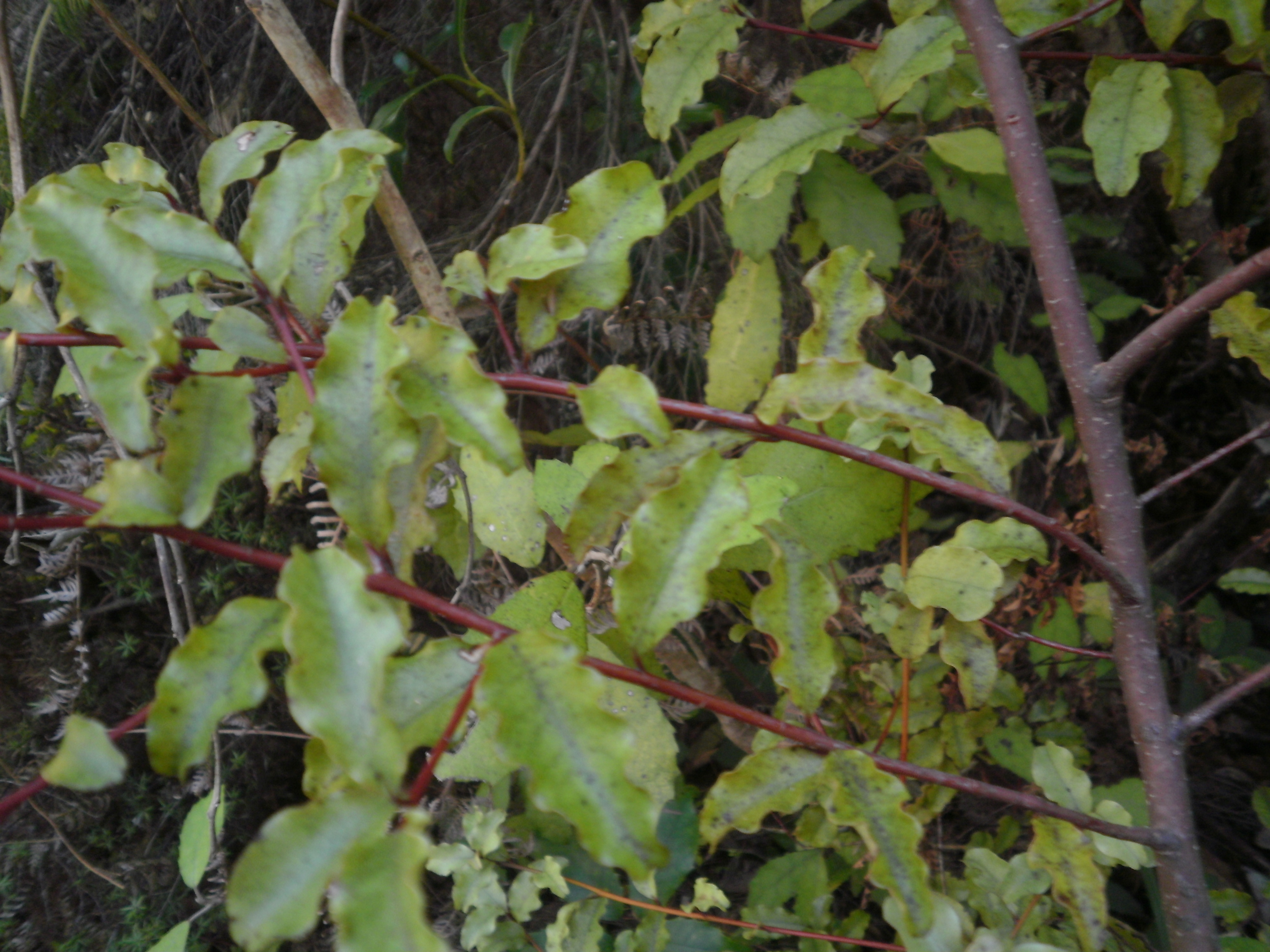
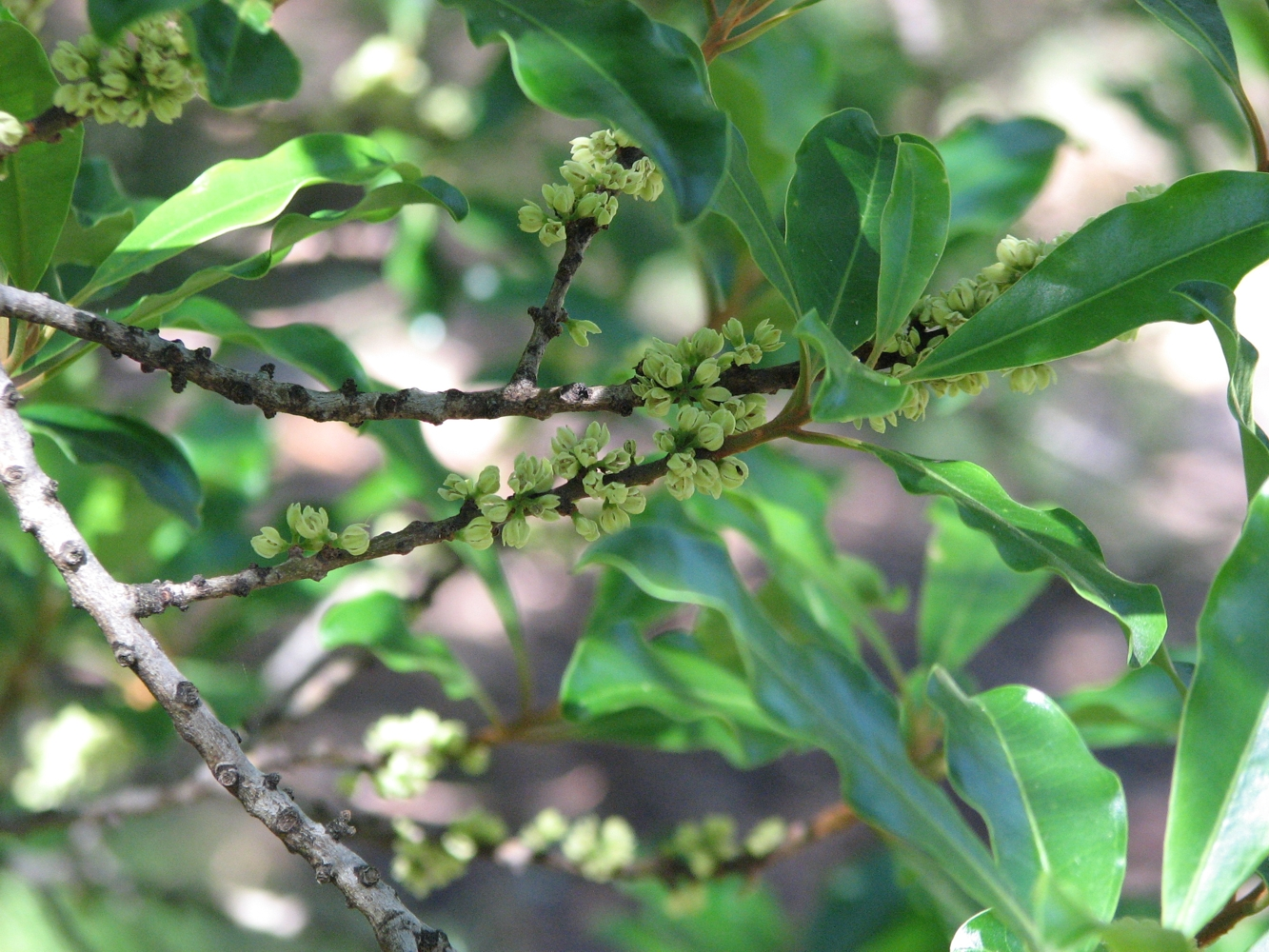
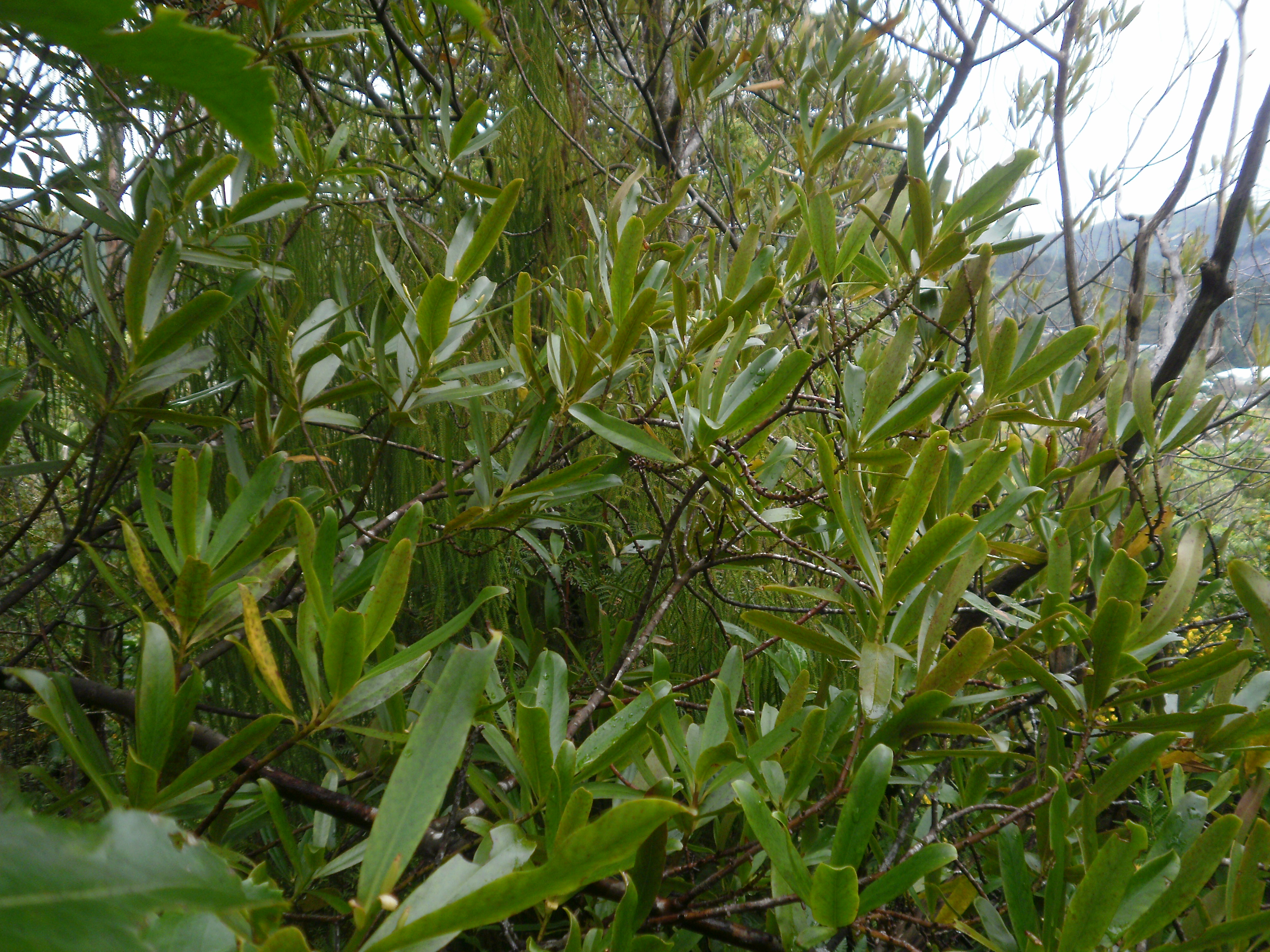

## Dottertaxa tillMyrsine, i alfabetisk ordning[1]
- Myrsine achradifolia
- Myrsine acrantha
- Myrsine acrosticta
- Myrsine adamsonii
- Myrsine affinis
- Myrsine africana
- Myrsine albiflorens
- Myrsine altomontana
- Myrsine alyxifolia
- Myrsine amischocarpa
- Myrsine amorosoana
- Myrsine andersonii
- Myrsine andina
- Myrsine angusta
- Myrsine apoensis
- Myrsine aquilonia
- Myrsine aralioides
- Myrsine arborea
- Myrsine arenaria
- Myrsine arfakensis
- Myrsine argentea
- Myrsine asymmetrica
- Myrsine augustae
- Myrsine australis
- Myrsine avenis
- Myrsine balansae
- Myrsine belepensis
- Myrsine benthamiana
- Myrsine bissei
- Myrsine borneensis
- Myrsine boulindaensis
- Myrsine brevis
- Myrsine brownii
- Myrsine bullata
- Myrsine cacuminum
- Myrsine calcarata
- Myrsine campanulata
- Myrsine carolinensis
- Myrsine ceylanica
- Myrsine chathamica
- Myrsine cheesemanii
- Myrsine cicatricosa
- Myrsine cipoensis
- Myrsine citrifolia
- Myrsine clemensiae
- Myrsine cochinchinensis
- Myrsine collina
- Myrsine congesta
- Myrsine cordata
- Myrsine coriacea
- Myrsine coriifolia
- Myrsine coxii
- Myrsine crassiramea
- Myrsine cristalensis
- Myrsine cruciata
- Myrsine cupuliformis
- Myrsine dasyphylla
- Myrsine degeneri
- Myrsine densiflora
- Myrsine denticulata
- Myrsine dependens
- Myrsine diazii
- Myrsine dicksonii
- Myrsine dilloniana
- Myrsine diminuta
- Myrsine discocarpa
- Myrsine divaricata
- Myrsine dumbeaensis
- Myrsine elata
- Myrsine elliptica
- Myrsine emarginella
- Myrsine faberi
- Myrsine fasciculata
- Myrsine fastigiata
- Myrsine fernseei
- Myrsine fosbergii
- Myrsine fosteri
- Myrsine fusca
- Myrsine gardneriana
- Myrsine gilliana
- Myrsine glandulosa
- Myrsine glazioviana
- Myrsine gomphostigma
- Myrsine gracilissima
- Myrsine grandifolia
- Myrsine grantii
- Myrsine guianensis
- Myrsine hadrocarpa
- Myrsine hartii
- Myrsine hasseltii
- Myrsine helleri
- Myrsine hermogenesii
- Myrsine hosakae
- Myrsine howittiana
- Myrsine humboldtensis
- Myrsine inaequalis
- Myrsine integrifolia
- Myrsine involucrata
- Myrsine ireneae
- Myrsine juddii
- Myrsine juergensenii
- Myrsine katrikouensis
- Myrsine kauaiensis
- Myrsine kermadecensis
- Myrsine kimberleyensis
- Myrsine knudsenii
- Myrsine koghiensis
- Myrsine korthalsii
- Myrsine kuebiniensis
- Myrsine kwangsiensis
- Myrsine laetevirens
- Myrsine lamii
- Myrsine lanaiensis
- Myrsine lanceolata
- Myrsine lancifolia
- Myrsine latifolia
- Myrsine laurifolia
- Myrsine lecardii
- Myrsine lechleri
- Myrsine ledermannii
- Myrsine lehmannii
- Myrsine lessertiana
- Myrsine leucantha
- Myrsine leucobrachya
- Myrsine leuconeura
- Myrsine lifuensis
- Myrsine ligustrina
- Myrsine linearifolia
- Myrsine lineata
- Myrsine loefgrenii
- Myrsine longifolia
- Myrsine longipes
- Myrsine luae
- Myrsine macrocarpa
- Myrsine macrophylla
- Myrsine maculata
- Myrsine madagascariensis
- Myrsine magnoliifolia
- Myrsine maguireana
- Myrsine mandonii
- Myrsine manglillo
- Myrsine matensis
- Myrsine maximowiczii
- Myrsine mccomishii
- Myrsine mcphersonii
- Myrsine medeciloae
- Myrsine melanophloeos
- Myrsine memaoyaensis
- Myrsine mezii
- Myrsine microdonta
- Myrsine microphylla
- Myrsine mindanaensis
- Myrsine minima
- Myrsine minutiflora
- Myrsine minutifolia
- Myrsine miquelii
- Myrsine mocquerysii
- Myrsine modesta
- Myrsine montana
- Myrsine monticola
- Myrsine multibracteata
- Myrsine munzingeri
- Myrsine myricifolia
- Myrsine myrtillina
- Myrsine niauensis
- Myrsine nigricans
- Myrsine nitens
- Myrsine nitida
- Myrsine novocaledonica
- Myrsine nubicola
- Myrsine nukuhivensis
- Myrsine nummularia
- Myrsine oblanceolata
- Myrsine oblongibacca
- Myrsine obovalifolia
- Myrsine obovata
- Myrsine okabeana
- Myrsine oligophylla
- Myrsine oliveri
- Myrsine oreophila
- Myrsine orohenensis
- Myrsine ouameniensis
- Myrsine ouazangouensis
- Myrsine ovalis
- Myrsine ovicarpa
- Myrsine palauensis
- Myrsine paniensis
- Myrsine papuana
- Myrsine paramensis
- Myrsine parvicarpa
- Myrsine parvifolia
- Myrsine parvula
- Myrsine pearcei
- Myrsine pedicellata
- Myrsine pellucida
- Myrsine penibukana
- Myrsine perakensis
- Myrsine peregrina
- Myrsine perpauciflora
- Myrsine perreticulata
- Myrsine petiolata
- Myrsine philippinensis
- Myrsine picturata
- Myrsine pillansii
- Myrsine pininsularis
- Myrsine pipolyi
- Myrsine platystigma
- Myrsine playfairii
- Myrsine polyantha
- Myrsine porosa
- Myrsine porteriana
- Myrsine poumensis
- Myrsine pronyensis
- Myrsine pseudocrenata
- Myrsine pukooensis
- Myrsine raiateensis
- Myrsine ralstoniae
- Myrsine rapensis
- Myrsine rawacensis
- Myrsine resinosa
- Myrsine revoluta
- Myrsine reynelii
- Myrsine rhombata
- Myrsine richmondensis
- Myrsine rivularis
- Myrsine robusta
- Myrsine rockii
- Myrsine ronuiensis
- Myrsine rotundifolia
- Myrsine rouxii
- Myrsine rubiginosa
- Myrsine rubra
- Myrsine rufa
- Myrsine salicina
- Myrsine salomonensis
- Myrsine sandwicensis
- Myrsine seguinii
- Myrsine semiserrata
- Myrsine serpenticola
- Myrsine serrata
- Myrsine sessiliflora
- Myrsine smithii
- Myrsine sodiroana
- Myrsine spissifolia
- Myrsine sprucei
- Myrsine squarrosa
- Myrsine stenophylla
- Myrsine stolonifera
- Myrsine subpedicellata
- Myrsine subsessilis
- Myrsine sumatrana
- Myrsine sytsmae
- Myrsine tahitensis
- Myrsine tahuatensis
- Myrsine taomensis
- Myrsine tchingouensis
- Myrsine tempanpan
- Myrsine thwaitesii
- Myrsine trinitatis
- Myrsine umbellata
- Myrsine umbricola
- Myrsine urceolata
- Myrsine vaccinioides
- Myrsine variabilis
- Myrsine warrae
- Myrsine wawraea
- Myrsine weberbaueri
- Myrsine velutina
- Myrsine venosa
- Myrsine verrucosa
- Myrsine verruculosa
- Myrsine vescoi
- Myrsine wettsteinii
- Myrsine vieillardii
- Myrsine wightiana
- Myrsine villicaulis
- Myrsine villosissima
- Myrsine viridis
- Myrsine womersleyi
- Myrsine yateensis
- Myrsine youngii